# Crna četa
Crna četa (crna vojska) (nje. Schwarze Armee/Schwarzen Legion, mađ. Fekete Sereg) je bio naziv za prvu stajaću vojnu postrojbu u hrvatskim zemljama. Njen su sastav činili ratnici plaćenici. Osnovana je u drugoj polovici 15. stoljeća (između 1459. i 1460.), a ustrojio ju je hrvatsko-ugarski kralj Matija Korvin.
Ime je dobila po svojoj crnoj opremi. Činilo ju je šest tisuća vojnika iz raznih (većinom slavenskih) krajeva (činili su ju većinom Česi, Poljaci i Srbi). Plaća koju su primali bila je redovna. Razlog uvođenja bilo je što je Matija Korvin htio da s vojskom može osvajati i krajeve koji tim vojnicima nisu bili matični. Dotad se kralj mogao oslanjati samo na "narodnu vojsku" koja je doslovno bila domobranstvo, slabo izvježbano, sporo se kretalo, vojnici su išli u rat pod zastavama svojih banova, župana, prelata i velikaša koja se borila jedino za obranu domovine (isto je bilo poslije potvrđeno, za kralja Vladislava II., na Saboru u Požunu 1492., da kralj ne smije pozivati narod na oružje za rat izvan države), a nije prelazilo granicu.
Nakon ustrojenja crne čete, kralj Matija Korvin uredio i topništvo, pješake oboružao puškama, dok je na Dunavu uzdržavao ratnu mornaricu od 364 lađe i 2600 mornara (na lađama su kao vojnici služili Srbi)
Matija Korvin svojom se crnom četom poslužio u obračunu s carem Fridrikom III., kad je bilo nastupilo primirje s Turcima. Snijevao je postati "car rimski". Ratovao je od 1479. do 1487., pri čemu mu je oteo brojne gradove. Početkom godine 1484. poslao je Matija Korvin svoje čete u Dolnju Austriju, gdje su zauzele Most (Bruck) na Litavi i Korneuburg.
Brojka pripadnika ove postrojbe dolazila je i do 8.000 - 10.000. Među vođama su bili poslije hrvatski ban Blaž Podmanicki (zvan i Blaž Magjar), Stjepan Báthory, Vlad III. Drakula, Dmitar Jakšić i Branković, Ivan Giskra, František Hag, Vuk Grgurević, Ivan Haugwitz, Mirko Zapolja.